# Cyril Cameron
Cyril Cameron – jamajski bokser, srebrny medalista Igrzysk Ameryki Środkowej i Karaibów z roku 1938.

## Kariera
W 1938 zdobył srebrny medal na Igrzyskach Ameryki Środkowej i Karaibów 1938. W półfinałowej walce pokonał Panamczyka Raúla Beckera. W finale pokonał go na punkty Portorykańczyk José Monserrate Basora.